# Too Bad You’re Beautiful
Too Bad You’re Beautiful ist das erste Musikalbum der Band From Autumn to Ashes. Die Aufnahmen fanden vom 15. bis zum 23. Mai 2001 statt. Es wurde von Adam Dutkiewicz produziert und erschien bei Ferret Records, wo es sich mit 50.000 verkauften Einheiten als großer Erfolg erwies, was 2005 zu einer Neuveröffentlichung führte. From Autumn To Ashes gelten damit als erfolgreichste Band in der Geschichte des Labels Ferret, für das nachfolgende Album erhielten sie einen Vertrag bei dem wesentlich größeren Label Vagrant Records.

## Inhalt
Das Album enthält überwiegend für die Band typische Lieder mit häufigen Laut-Leise-Wechseln. Ausnahmen bilden das 49-sekündige Mercury Rising, welches beinahe ausschließlich vokal „instrumentiert“ ist und dessen Text zunächst gesprochen und gegen Ende zunehmend geschrien wird, sowie das Lied Chloroform Perfume, der größtenteils akustisch instrumentiert wurde und in einer vollständig akustischen Version auch auf der erfolgreichen Punk goes Acoustic-Compilation des Labels Fearless Records enthalten ist. Thematisch werden vor allem zwischenmenschliche Beziehungen behandelt.
Auf dem Album verweist die Band mehrmals auf die Fernsehserie Dawson’s Creek, beispielsweise durch den Liedtitel Capeside Rock (Capeside ist der Handlungsort der Serie) sowie durch Samples. So ist im Intro des Songs Take Her To The Music Store Katie Holmes zu hören, die in ihrer Rolle der Joey die geloopte Zeile „You break my heart into a thousand pieces and say it’s because I deserve better?“ spricht, sowie am Ende von Reflections Joshua Jackson (Pacey, „… I feel like I’m nothing …“).
Außerdem ist Melanie Wills von der Band One True Thing bei dem Lied Short Stories With Tragic Endings als Gastsängerin zu hören. Der über neunminütige Titel, der bei der Erstveröffentlichung den Abschluss bildet, vereinigt beispielhaft die meisten Lieder kennzeichnenden Aspekte, wie lange Instrumentalteile und Schreiparts, die plötzlich in ruhige Teile übergehen und teilweise von einer Akustikgitarre untermalt werden.

## Titelliste
1. The Royal Crown Vs. Blue Duchess (3:58)
2. Cherry Kiss (3:42)
3. Chloroform Perfume (5:00)
4. Mercury Rising (0:49)
5. Capeside Rock (4:04)
6. Take Her To The Music Store (5:18)
7. The Switch (4:16)
8. Reflections (5:17)
9. Eulogy For An Angel (4:18)
10. Short Stories With Tragic Endings (9:24)

## Wiederveröffentlichung
Im Jahre 2005 wurde das Album mit vier Bonustracks wiederveröffentlicht. Hierbei handelt es sich um die Lieder der im Jahre 2000 veröffentlichten EP Sin, Sorrow And Sadness. Eines davon, A Reflection Of Anguish On A Face So Innocent, ist eine frühere Version des ohnehin schon auf der CD enthaltenen Reflections.

### Titelliste
1. The Royal Crown Vs. Blue Duchess (3:58)
2. Cherry Kiss (3:42)
3. Chloroform Perfume (5:00)
4. Mercury Rising (0:49)
5. Capeside Rock (4:04)
6. Take Her To The Music Store (5:18)
7. The Switch (4:16)
8. Reflections (5:17)
9. Eulogy For An Angel (4:18)
10. Short Stories With Tragic Endings (9:24)
11. A Reflection Of Anguish On A Face So Innocent (5:13)
12. Trapped Inside The Cage Of My Soul (3:49)
13. A Lie Will Always Defeat The Truth (3:12)
14. IV (2:40)